# Јан Амос Коменски
Јан Амос Коменски (лат. Comenius, чеш. Jan Amos Komenský), рођен 28. марта 1592, у Њивњицама, у Чешкој, преминуо 15. новембра 1670. у Амстердаму, у Холандији) је био чешки (присвајају га и Мађари, Словаци, Немци идр.) педагог, лингвиста, природњак, хуманиста, филозоф и политичар. Он се сматра оцем модерног образовања. Јан је служио као последњи епископ Јединства браће пре него што је постао верска избеглица и један од најранијих шампиона универзалног образовања, концепт који је на крају изнео у његовој књизи Дидактика Магна. Као педагог и теолог, водио је школе и саветовао владе широм протестантске Европе до средине седамнаестог века.
Коменски је увео низ образовних концепата и иновација, укључујући сликовне уџбенике писане на матерњем језику уместо латинског, наставу засновану на постепеном развоју од једноставних ка свеобухватнијим концептима, доживотно учење са фокусом на логичко размишљање у односу на досадно меморисање, једнаке могућности за осиромашену децу, образовање за жене, и универзалну и практичну наставу. Такође је снажно веровао у везу између природе, религије и знања. Он је навео да се знање рађа из природе, а природа од Бога. Поред родне Моравске, живео је и радио у другим крајевима Светог римског царства, као и у другим земљама: Шведској, Пољско-Литванској заједници, Трансилванији, Енглеској, Холандији и Мађарској.

## Биографија
Јан Амос Коменски је имао словачке претке. Његово презиме вероватно потиче од имена општине Комња у срезу Ухерско Храдиште. Сматра се најзначајнијим реформатором у историји образовања попут увођења предметно-часовно-разредног школског система, који и служи као основни и претежни облик савремене наставе.
Завршио је теологију и постао је свештеник Јединства братског. Ова црква је припадала протестантским црквама у Чешкој и јављала се ка хусистичким традицијама.
После пораза чешких принципа на Белој гори Коменски се морао сакривати од царске војске. У то време му је од тифуса умрла супруга и двоје деце. Излаз из ове ситуације је тражио у раду. Тада је почео да ради на својој књизи „Лавиринт света и рај срца“.
Године 1628, напустио је своју родну Моравску и пошао на пут по Европи. Финансијски су га при томе помагали богаташи који су поштовали његов рад. Утврдио је нове начине поласка у школе. Сматрао је да полазак у школу мора бити обавезан за свако дете без обзира на материјално стање и памет. Прославио се за своје доба револуционарним мислима „понављање је мајка мудрости“ и „школа је игра“.
Његова филозофија се назива „пансофија“. Главна филозофска мисао Јана Амоса Коменског је мисао о једној хармонији која влада целим космосом. Његова филозофска питања се усредсређују на сувишност чула свеопштег битисања.
Тако како је за приступ Франсис Бекона ка свету присутна индукција, за Ренеа Декарта евидентна дедукција, тако је за Коменског типичан поступак синкретичком методом.

## Школа
Школа је у Коменсковој мисли била неопходна институција, због тога што је учење у већим групама боље јер подстиче на рад и обезбеђује боље резултате у односу на било које индивидуално васпитање. Пишући да је лако да се од целог живота направи школа, Коменски предлаже следеће школе:
1. школа зачећа и развоја у мајчином стомаку,
2. школа рођења и најранијег детињства,
3. школа детињства,
4. школа младићства,
5. школа младости,
6. школа зрелог доба и
7. школа старости.

Прва и друга од ових школа су у свакој кући, и то је у ствари његова материнска школа (од рођења до 6 година). Трећа се налази у сваком селу и то је школа матерњег језика (од 6 до 12 година). Четврта се налази у свакој провинцији и то је латинска школа (од 12 до 18 година). Пета школа је свакој држави и то је академија (од 18 до 24 година). Шеста школа припада целом свету , а седма свугде где ће се налазити људи који су боље оспособљени за живот. Такође, прве две школе јесу приватне, то јест под надлежношћу родитеља, наредне три су јавне, јер су под надзором цркве и власти, а последње две јесу личне, зато што би до тог доба живота сваки човек требало да напредује довољно да буде ковач своје среће. Коменски се највише и посебно залагао за оснивање школе матерњег језика, латинске школе и академије. Овом својом поделом он је поставио темеље модерног школског система.

### Материнска школа
Материнску школу деца добијају од свог рођења па све до шесте године, првенствено у мајчином стомаку, па онда кроз најраније периоде свог живота у оквиру своје породице, уз најважнију улогу мајке. Васпитање у овом периоду треба да пружи основне представе о свету и природним појавама, затим правилне навике и основе моралности, и религијске основе. Коменски је детаљно своје погледе о овој првој и најранијој школи у дечијем животу изнео у свом делу Информаторијум материнске школе, у ком је такорећи дао упутство родитељима и дадиљама како треба поступати са децом до 6 година. Ово је иначе прва књига у историји педагогије посвећена предшколском васпитању.

### Школа матерњег језика
Ова друга по реду школа у дечјем одрастању треба да траје од 6. до 12. године, у периоду дечаштва. Школе матерњег језика, или основне школе, треба да постоје у свакој општини, па према томе треба да буду свеопште, масовне, народне и општеобразовне. Њихов задатак је да пружају елементарна знања, тј. читање и писање на матерњем језику, рачунање с мало геометрије, природне науке, ручни рад, певање и веронаука.
Јако је важно нагласити масовност и народност основне школе. Коменски сматра да у ове школе треба узимати не само децу богатих људи, већ сву децу подједнако, богаташку и сиротињску, племићку и грађанску, дечаке и девојчице. Он такође истиче важност наставе на матерњем језику. Ова два захтева су била изузетно револуционарна и демократска за ондашње време.
Што се тиче општеобразованости, овај критеријум подразумева да сви добију сва пансофијска знања која су потребна сваком човеку, без обзира на касније занимање. Зато свако треба да заврши основну школу, да би се касније могао опредељивати да ли ће наставити школовање у трећој, латинској, школи, или ће учити занат итд. Сходно томе, садржај образовања у основној школи треба да чине: читање, писање, аритметика с елементима геометрије, наука о природи, географија, божји закон, ручни рад и певање.
У основи овако конципиране основне школе је став да су сви људи по природи једнаки и добри, да су сви деца божја, да се сви могу васпитавати и да сви имају једнака права на то, и свима је школовање неопходно.
Коменски је овим дао грађанском сталежу једно ново, педагошко оружје у борби за рушење старог феудалног друштвеног поретка. Покушао је да доведе у питање право цркве на основну школу, хтео да је изузме из власти цркве и учини јавном, па је школу подвео под државну власт и учинио је школом за све, без икакве, па чак и верске дискриминације. Али ипак, веома важна ствар која се учила у школи био је закон божји, који је развијао побожност код сваког ученика.

### Латинска школа или Гимназија
Латинска школа је намењена за период младости, од 12. до 18. године. Она се налази у сваком граду, свакој провинцији, и служи да даље развија оно што је стечено у материнској школи (породици) и школи матерњег језика (основној, народној школи). У ове две претходне школе се развијају спољна и унутрашња чула, а у латинској треба развијати расуђивање и суђење.
Коменски каже да су њен главни циљ четири језика и целокупно познавање вештина. Ова школа има шест разреда и у сваком се учи посебан садржај тј. предмет - граматика, физика, математика, етика, дијалектика и реторика, а у оквиру овога су и садржаји из музике, историје, географије, хронологије, астрономије и теологије. Дакле, Коменски је у садржај образовања, поред седам слободних вештина, унео и оне предмете који су под утицајем наука све више били заступљени, да би се ученици уздигли више. Што се тиче изучавања језика, залагао се да се учи и још један од живих језика, поред матерњег, латинског и грчког. Посебан метод који препоручује за ову школу јесте да се четири редовна часа дневно поделе тако да се два јутарња часа посвете науци, први поподневни - историји, а други - вежбању у стилу, гласу, руке и сл. сходно градиву.
Након што ученици успешно заврше латинску школу, тј. гимназију, Коменски предлаже да се само они најбољи, најталентованији упуте на академију, а да се остали упуте на њиву, на занат, трговину, или за шта су већ рођени.

### Академија
Академија ја намењена за зрелост, за године између 18 и 24, и она, пошто није општа и масовна, треба да постоји у свакој држави. На академији Коменски жели да се заиста обрађују све науке, при чему треба примењивати лакше и поузданије начине, а да се на крају одликују само они који су успешно постигли своје циљеве, па им се може поуздано поверити вођење друштвених послова.
Академија подразумева теологију, филозофију и науке које су круна образовања, што укључује правни, теолошки и медицински факултет. Потребно је да академије имају учене, вредне и посвећене професоре, да се обавезно изучавају писци, и да их похађају само одабранији, само цвет људи, да оне спремају само вредне и честите младиће, а не назови-студенте.
У склопу овог последњег периода образовања Коменски спомиње још и путовања, о којима каже да их треба забранити омладини док год не прође разузданост тог доба и дође зрелост потребна за путовања, исто као што сматра и Платон.
Након што дете тј. човек заврши своје школовање кроз све ове четири школе, Коменски је сматрао у почетку да је развој завршен управо до те 24. године. Међутим касније, он је, формулишући своје пансофијске идеје, учење и школовање проширио на читав живот, што га чини теоретичарем перманентног (доживотног) образовања.

## О настави
Коменски је генерално гледао на науку са практичног гледишта, односно, сматрао да ученици треба да науче оно што ће им користити у животу. Што се тиче организације наставе и школског рада, он је детаљно осмислио систем који се у великој мери и данас користи. Он је дефинисао: школску годину, школску недељу, радни дан, наставни час, распуст и одмор, разред, оцењивање на крају године, школску дисциплину и друге појмове важне за наставу.
У раду школа, у настави и васпитању, Коменски одређује главне принципе и методе, а све у складу са природним законима. Основни принцип наставе јесте принцип очигледности, по којем настава треба да почне од посматрања ствари, а не од упознавања помоћу разума, да чула имају велику улогу у сазнавању и учењу. Овај принцип чини језгро и основу дидактике Коменског, па је, сходно томе,  назван златним правилом.  Остали важни принципи су следећи: поступност (од лакшег ка тежем, од простог ка сложеном, од блиског ка даљем, од познатог ка непознатом), систематичност, узрасне могућности (не журити испред природног темпа), интересантност, занимљивост и пријатност рада (треба да влада радост при учењу, а не присила).
Такође је јако битан активан однос према раду, јер уколико ученик не учи с разумевањем, учење не може дати резултате. Онда, да би ти резултати били трајни, Коменски истиче неопходност понављања и увежбавања градива. Све се ово може постићи само уколико школе имају пансофијске наставнике, универзалне педагоге, који су способни да поучавају свестрано. Њихови главни задаци су да вежбају: дух, говор и руке. Дакле, оно што ученици треба да упознају треба упоредо да иде са оним што треба да раде, па познавање ствари и потребних покрета руку мора да буде праћено способношћу да се изврши неки рад. У складу са тим ставом, Коменски поставља два јако значајна и прилично савремена захтева школи: неопходност повезивања теоријских и практичних знања и, други, повезивање учења у школи са реалним животом. Не учити за школу, већ за живот - постаће водећа Коменскова идеја у раду ондашњих, али и данашњих школа.
Што се тиче учитеља, он, по Коменском, има важну улогу у одржавању дисциплине, при чему не би смео да се користи физичким казнама (јер батине и шамари не могу улити у душу љубав према наукама). Учитељ је, дакле, дужан да изазове интересовање код ученика, да привуче дечју пажњу и срца својом добронамерношћу, наклоношћу и љубављу. У случају да се рад у школи не одвија како би требало и има неких неправилности, Коменски криви учитеља, а не ученике.

## Цитат
По Коменском дете је предмет и узор праве обнове. „Ево ми доспели, који само себе сматрамо за људе, вас децу за мале мајмуне, само себе за паметне, вас за неразумне, само себе за речите, вас за немуште смо отказани за ваше школе! Ви сте нам дани за учитеље ваше чини нашим за идеал и узор!“
Школа јесте фабрика човечанства.

## Дела
- (Благо чешког језика), 1612.-1656.
- , 1612.
- , 1613.
- , 1614.-1616.
- О анђелима (O andělích), 1615.
- , 1616.-1627.
- Говор против Анцикриста и његовом свођењу (Retuňk proti Antikristu a svodům jeho), 1617.
- О старинама Мораве, 1618.-1621.
- Спис о роду Жеротина (Spis o rodu Žerotínů), 1618.-1621.
- Мапе Мораве, 1618.-1627.
- Писма у небо (Listové do nebe), 1619.
- Мануалник или језгро целе библије (Manuálník aneb jádro celé biblí svaté), 1620.-1623.
- Премишљање о савршености хришћанства (Pŕemyšlování o dokonalosti kŕesťanské), 1622.
- Неосвојиви град име Христово (Nedobytedlný hrad jméno Hospodinovo), 1622.
- Трули део први (Truchlivý, díl první), 1623.
- Лавиринт света и лустхаус срца (Labyrint světa a lusthaus srdce), 1623.
- О поезији чешкој (O poezí české), 1623.-1626.
- Трули део други (Truchlivý, díl druhý), 1624.
- , 1625.
- Виђења и јављања Криштофа Котера (Vidění a zjevení Kryštofa Kottera), 1625
- Превод неких жалмова (Pŕeklad někkterých žalmů), 1626.
- Дидактика чешка (Didaktika česká), 1628.-1630.
- , 1633.-1638.
- Januae Lingvarum Reseratae Aureae Vestibulum quo primus ad Latinam aditus Tyrunculis paratur („Увод у латински”), 1648[8]
- , 1650.-1651.
- , 1650.-1651.
- , 1657.
- , 1660.
- Orbis Pictus („Видљиви свет у сликама”), 1658[9]
- Материнска школа